# Сосуновка
Сосуно́вка (рос. Сосуновка, ерз. Сосуновка) — село у складі Атяшевського району Мордовії, Росія. Входить до складу Атяшевського сільського поселення.

## Населення
Населення — 241 особа (2010; 293 у 2002).
Національний склад (станом на 2002 рік):
- росіяни — 91 %